# Kanjiža
Kanjiža (srpski: Кањижа, mađarski: Magyarkanizsa) je gradić na sjeveru Republike Srbije.

## Zemljopisni položaj
Nalazi se na zapadnoj obali rijeke Tise, na 46° 03′ 60" sjeverne zemljopisne širine i 20° 03′ 00" istočne zemljopisne dužine, na 80 m nadmorske visine. Susjedna naselja su Martonoš na sjeveru, Mali Pesak na sjeverozapadu, Zimonić na jugozapadu, a Adorjan na jugu. Preko Tise prema jugozapadu se nalazi Novi Kneževac.

## Upravna organizacija
Sjedište je općine Kanjiža. Nalazi se u Vojvodini i spada u Sjevernobanatski okrug. Poštanski broj je 24420.

## Stanovništvo
Narodnosni sastav 2002.:
- Mađari 86,51%
- Srbi 8,48%
- Jugoslaveni 0,97%
- Romi 0,84%
- Crnogorci 0,40%
- Hrvati 0,31%
- ostali 0,65%

Povijesna naseljenost:
- 1948. 11139[2]
- 1953. 10842
- 1961. 10722
- 1971. 11240
- 1981. 11759
- 1991. 11541
- 2002. 10770

## Gradovi prijatelji i gradovi partneri
- Jerša/Erša/Vundeš
- Ferencváros (Budimpešta)
- Halaš
- Velika Kaniža
- Kráľovský Chlmec
- Riska
- Sfântu Gheorghe
- Felsőzsolca

## Poznate osobe
- Dragan Bošnjak, nogometaš

## Vanjske poveznice
- Fallingrain.com Kanjiža